# Carl Hasse
Johannes Carl Franz Hasse (ur. 17 października 1841 w Tönning, zm. 30 czerwca 1922 w Buchwald im Riesengebirge) – niemiecki anatom, profesor Uniwersytetu we Wrocławiu.
Studiował medycynę na Uniwersytecie w Getyndze i w Kilonii. Tytuł doktora medycyny otrzymał w Kilonii w 1866 roku. Następnie pracował jako prosektor w Würzburgu. Od 1873 profesor nadzwyczajny na Uniwersytecie we Wrocławiu. W 1916 roku przeszedł na emeryturę. Autor wielu prac z dziedziny anatomii, anatomii porównawczej, paleontologii.